# Marie-Eve Gahié
Marie-Eve Josèphe Egnaby Gahié (ur. 27 listopada 1996 r. w Paryżu) – francuska judoczka, medalistka olimpijska, mistrzyni świata, dwukrotna mistrzyni Europy, złota i brązowa medalistka igrzysk europejskich.